# 四街道警察署
四街道警察署（よつかいどうけいさつしょ）は、千葉県警察が管轄する警察署の一つである。署長は警視。

## 所在地
- 千葉県四街道市和良比635番地5

## 管轄区域
- 四街道市

## 庁舎概要
四街道警察署庁舎
- 竣工年 : 1998年
- 延床面積 : 2,878m²
- 構造/規模 : RC造、地上3階

四街道警察署車庫
- 竣工年 : 1998年
- 延床面積 : 617m²
- 構造/規模 : RC造、地上2階

## 沿革
- 1998年（平成10年）3月2日：佐倉警察署（四街道幹部交番）から独立して開署。

　開署に伴い、四街道幹部交番を四街道交番に改称する。
- 2010年（平成22年）4月1日：四街道交番の施設老朽化に伴い、大日地区に新築移転し、「大日交番」に改称する。

## 交番
- 旭交番 四街道市旭ヶ丘3丁目3番1号
- 千代田交番 四街道市千代田5丁目32番地
- 大日交番 四街道市大日2358番地
- 四街道駅前交番 四街道市四街道1丁目1番1号

### 過去に設置されていた交番
- 四街道交番：建物を四街道市へ移管し、消費生活センターと安全安心ステーションを設置。